# Skånes flagga
Skånes flagga eller ofta Skånska flaggan är en svensk landskapsflagga för Skåne. Den är en korsflagga med ett gult kors på röd botten. Flaggan fick sitt stora genomslag i Skåne under 1960- och 70-talen och har blivit en välkänd och populär symbol för landskapet. Den används främst av privatpersoner och företag; det förekommer även viss kommunal användning men flaggan är kontroversiell i officiella sammanhang. Det finns två flaggor för Skåne, en vapenflagga med ett griphuvud, och en korsflagga.
1999 och 2017 beslutade Region Skåne att officiellt använda flaggan men besluten har mötts av kritik från Riksarkivet eftersom det endast är riksdagen som får ta beslut om officiella flaggor. En riksdagsmotion om att göra flaggan officiell fick avslag 2021.

## Utformning
Sedan sitt genomslag på 1960-talet har den skånska korsflaggan vanligtvis haft den svenska flaggans mått.
1992 registrerade Stiftelsen Skånsk Framtid korsflaggan i Skandinavisk vapenrulla med måtten 3-1-3 på höjden och 3-1-4,5 på längden. Dessa är hämtade från en äldre version av den danska flaggan Dannebrogen från 1748. Den moderna Dannebrogens mått fastställdes 1926.
Region Skåne beslutade år 1999 och 2017 att använda flaggan med Dannebrogens äldre mått samt med färgerna "klart gult kors" i ett "klart rött fält". De specifika färgerna som används är i internationell färgkod PMS179 (röd) och PMS108 (gul).

## Två regionala flaggor

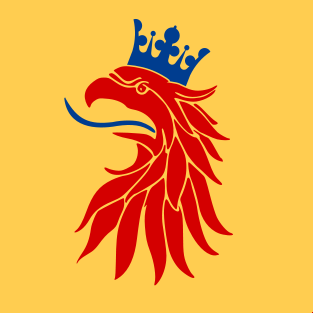
Skånes vapenflagga med landskapsvapnet.

Flaggan med griphuvudet är den officiella landskapsflaggan för landskapet Skåne. Denna utgör i likhet med andra landskapsflaggor i Sverige en så kallad vapenflagga. Det är en kvadratisk duk, som utgörs av Skånes landskapsvapen. Enligt statsheraldikern, som är ansvarig för regler när det gäller flaggning, bör den svenska flaggan och den skånska inofficiella röda flaggan med ett gult kors inte hissas bredvid varandra. Istället kan i officiella sammanhang den skånska gripenflaggan föras bredvid den svenska flaggan, som då skall inta den främsta platsen. Trots invändningar från statsheraldikern röstade regionfullmäktige 2017 för att den rödgula korsflaggan skulle bli officiell skånsk symbol.

## Historia

### Ursprung
Skånska flaggor med olika utseenden har föreslagits sedan 1900-talets början. Mathias Weibull, bror till historieprofessorn Martin Weibull, ska sommaren 1902 tagit fram en skåneflagga som han visade för sin släkt utan att väcka någon större entusiasm. Flaggans utseende är okänt men ska ha visat staden Malmös färger.
1916 publicerade Gustaf Holter en skrift med förslag på landskapsflaggor där Skåne fick en duk horisontellt delad i vitt och rött. Harald Fleetwood föreslog 1917 att alla landskap borde flagga med en kvadratisk duk visande landskapsvapnet, i Skånes fall ett rött krönt griphuvud i guldfält känt från Karl X Gustavs begravning 1660.
Mot bakgrund av att Färöarnas flagga blivit officiell 1948 och att Ålands flagga antagits under 1953 föreslog skribenten Gösta Tufvesson 1954 att även Skåne skulle få en egen korsflagga. Denna skulle enligt Tufvessons förslag vara en gul duk med rött kors eftersom landskapsvapnet visade ett rött griphuvud i guldfält. Sten Broman förslog istället en röd duk med gult kors med motiveringen: "Den skånska flaggan ska givetvis ha ett svenskt kors på dansk botten."

### Popularisering

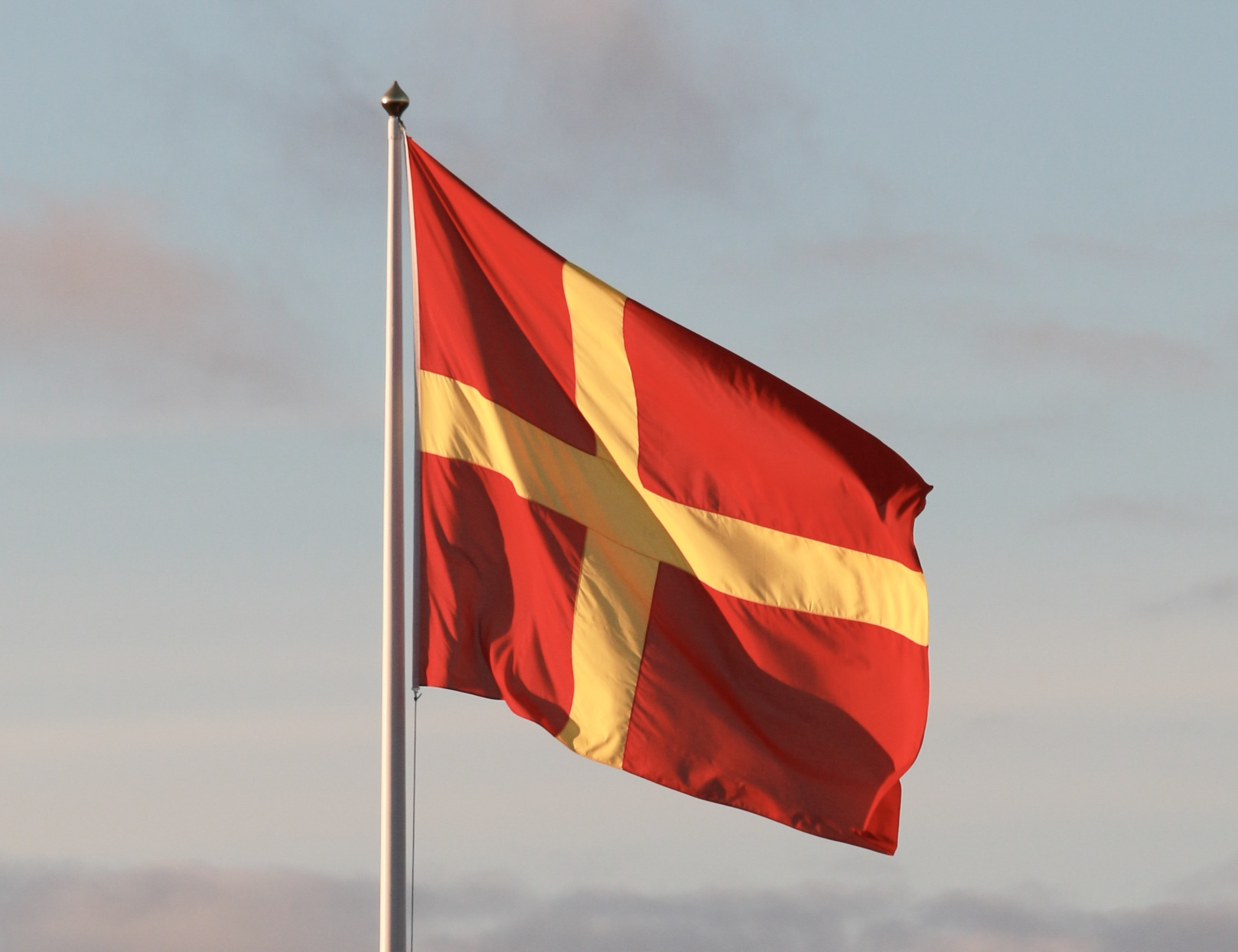
Skånska flaggan hissad i en flaggstång.

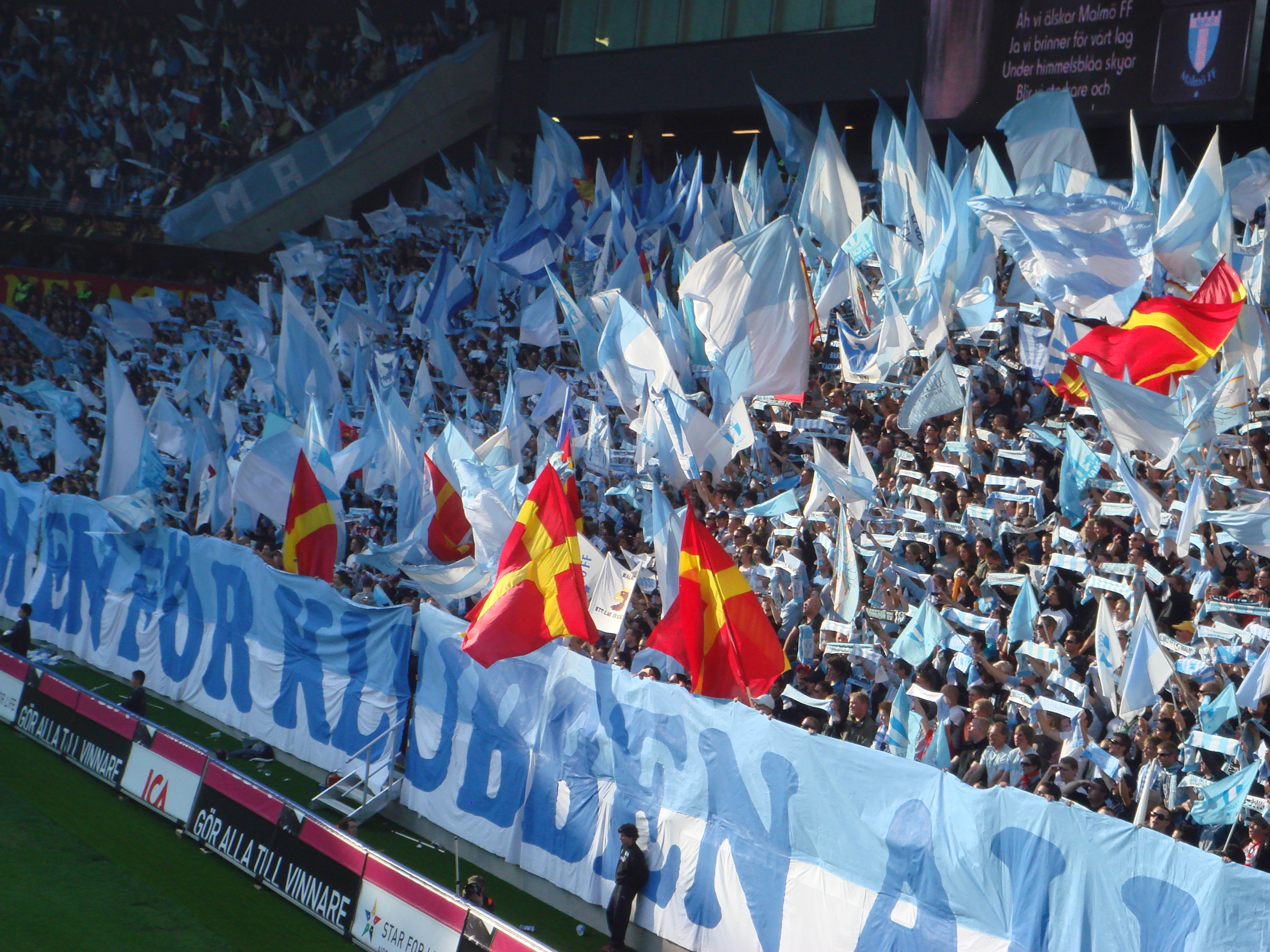
Malmö FF-supportrar med skånska flaggor.

Under 1960- och 70-talet utvecklades en ny politisk och kulturell regionalism i Skåne och i samband med detta började den skånska korsflaggan att alltmer komma i allmänt bruk. Kring år 1965 bildades Skånelands flaggkommitté av Karl-Erik Weggerup, Peter Broberg och Sten Sjöstrand som förespråkade flaggning med ”Skånelands flagga”, röd med ett gult kors, för att visa sympati med skåneländskt självstyre.
Flaggan fick sitt stora genomslag 1967, då krögaren och Limhamnsbon Sigge Hinderoth startade Skånska flaggans dag (den tredje söndagen i juli) vid Bialitt, en kaffestuga mellan Marieholm och Röstånga. Föreningen Skånska Flaggans Vänner (numera Stiftelsen Skåneländska flaggans dag) startades samtidigt. Efter den första flaggdagen ökade efterfrågan snabbt på skånska flaggor.
1987 försökte det högerpopulistiska Skånepartiet under Carl P. Herslow att anamma den skånska flaggan som en politisk symbol. Skånska flaggans dag ställdes i samband med detta in och en "stark folklig indignation" tvingade till slut Herslow att designa en egen flagga för Skånepartiet.
1992 registrerades flaggan under namnet Skånelands flagga i ett försök att förknippa den med hela Skåneland (det vill säga även Halland, Blekinge och Bornholm). Flaggan har dock inte fått något större genomslag utanför Skåne.

## Teorier om äldre ursprung
Sedan 1960-talet har ett antal teorier publicerats om att den skånska korsflaggan med gult kors på röd botten skulle ha skapats på medeltiden, möjligen kopplat till ärkebiskoparna i Lund eller unionskungen Erik av Pommern (regerade 1396–1439), och sedan återskapats på 1800-talet av Martin Weibull.
Dessa teorier har avfärdats av historiker. Enligt professor Dick Harrison går det inte att bevisa något medeltida ursprung och sådana teorier "bör tas med stora nypor salt". Martin Weibulls son Curt Weibull (1886–1991) har tillbakavisat att fadern skulle ha varit inblandad i framtagandet av en skånsk flagga, eller att tanken på en sådan flagga ens var väckt före faderns död 1902.

## Officiell användning, beslut och kritik

### Beslut av Region Skåne 1999
Regionfullmäktige (landstingsfullmäktige) i Region Skåne beslutade den 9 februari 1999 att utöver den officiella vapenflaggan (med Skånes landskapsvapen) använda den skånska flaggan. Beslutet drevs igenom av regionens dåvarande borgerliga majoritet, tillsammans med den regionala valalliansen Skånes Väl. Oppositionspartierna Socialdemokraterna och Miljöpartiet var 1999 emot beslutet.
Till följd av Region Skånes beslut användes den skånska flaggan, tillsammans med Sveriges flagga och den Europeiska flaggan, under flaggningar i sessionssalen i Skånehuset i Kristianstad. Riksarkivet ifrågasatte beslutet, bland annat genom ett uttalande om att korsprydda landskapsflaggor inte har officiell status i Sverige och inte bör användas. Riksarkivets ståndpunkt är korsprydda landskapsflaggor "vill utge sig för landskapsflaggor" och är "ohistoriska nya påfund utan förankring vare sig i historien eller i nutiden".

### Beslut av Region Skåne 2017
När Region Skåne under sommaren 2017 flyttade lokaler till Rådhus Skåne, också i Kristianstad, togs den skånska flaggan ner på grund av osäkerheter kring reglerna. Sverigedemokraterna föreslog i en motion att den skånska flaggan skulle få hissas bredvid den svenska. Motionen fick avslag efter beslut av statsheraldikern Carl Michael Raab, som hänvisade till att flaggan inte har officiell status och därför bör undvikas i officiella sammanhang. Beslutet kritiserades starkt i Skåne. Oppositionsledaren Carl-Johan Sonesson (M) ansåg att Raabs beslut inte var giltigt eftersom Region Skåne redan beslutat 1999 att flaggan kan användas. Regionstyrelsens ordförande Henrik Fritzon (S) svarade genom att föreslå i ett ärende till regionfullmäktige att göra den skånska flaggan officiell.

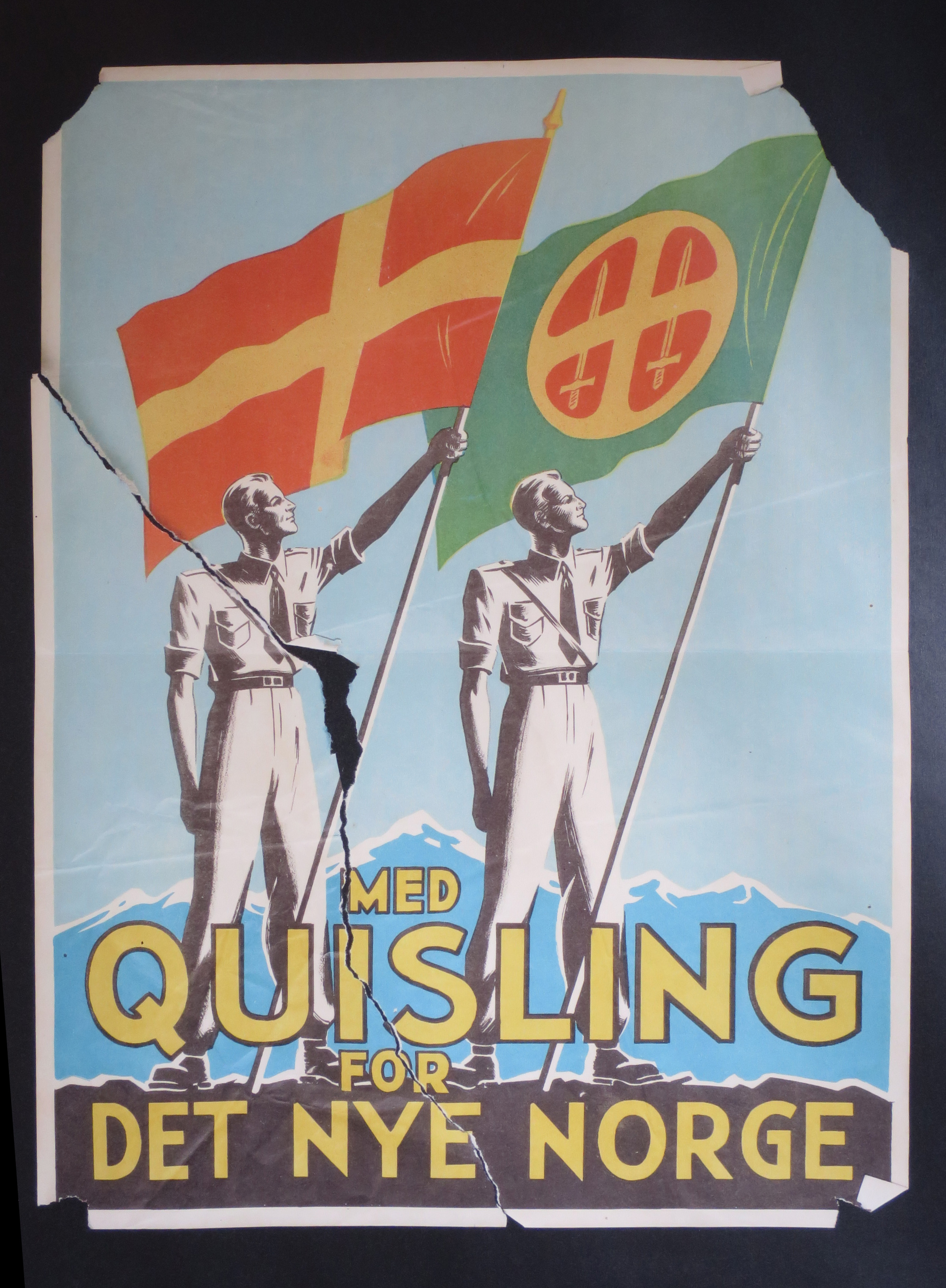
Kritiker av den skånska flaggan har jämfört den med en liknande rödgul korsflagga som användes av det nazistiska Nasjonal Samling i Norge (1933–1945).

Den 24 oktober 2017 fattade Region Skåne beslut om att göra den skånska flaggan till en officiell flagga och att den ska användas vid flaggning samtidigt som den svenska och den europeiska flaggan utanför regionens lokaler. I beslutet rekommenderas det att ta fram ett reglemente för hur flaggning ska ske, och kommunerna i Skåne uppmanades att använda flaggan. Vänsterpartiet var det enda partiet som röstade emot att göra flaggan officiell. Statsheraldikern Henrik Klackenberg var kritisk till beslutet eftersom han ansåg att flaggan var för lik en rödgul korsflagga som användes av det Norska nazistiska partiet Nasjonal Samling under andra världskriget, en jämförelse som också gjordes i media.

### Riksdagsmotioner 2020 och 2023
2019 inkom ett medborgarförslag i Lunds kommun om att kommunen borde använda den skånska flaggan. I samband med förslaget uttalade sig återigen statsheraldikern Carl Michael Raab, som menade att den skånska flaggan trots Region Skånes beslut fortfarande saknade officiell status och därför inte borde användas. Raab menade att det endast är staten, antingen genom en regeringsförordning eller genom lagstiftning i riksdagen, som kan erkänna en officiell flagga.
Till följd av Raabs uttalande föreslog 5 oktober 2020 de moderata riksdagsledamöterna Boriana Åberg, Ann-Charlotte Hammar Johnsson, Maria Malmer Stenergard, Louise Meijer, Hans Wallmark, Anders Hansson, Noria Manouchi, och Ulrika Heindorff i en motion att flaggan ska få användas i officiella sammanhang och att en utredning bör tillsättas för att undersöka hur regelverket kan förändras för att göra det möjligt. Enligt Åberg var målet att den skånska flaggan skulle få samma status som exempelvis Färöarnas eller Ålands flagga. I en intervju med Aftonbladet menade Åberg att flaggan funnits "sedan åtminstone 1800-talet" och att den var äldre än både Norges och Finlands flaggor.
Statsheraldikern Davor Zovko kritiserade motionen, och hänvisade bland annat till flaggans likhet med Nasjonal Samlings flagga, samt till att den är lik den Finlandssvenska flaggan. Zovko menade istället att en flagga med landskapsvapnet bör användas. Enligt Zovko "har [gripen] en lång och väldokumenterad tradition, är heraldiskt sett mycket mäktig och är riktigt skånsk". Åberg avfärdade Zovkos kritik kring liknande flaggor med att hon "[inte tycker] att skånska flaggan ska kidnappas av icke-legitima intressen" och menade att det är den rödgula korsflaggan, och inte vapenflaggan, som man ser runtom i Skåne och att den därför är "folkets flagga".
Åberg m.fl:s motion fick avslag i konstitutionsutskottet 10 februari 2021. 3 oktober 2023 lämnades motionen in igen och fick även denna gång avslag i konstitutionsutskottet.

## Varianter

Österlens flagga (inofficiell)